# Zuckerraffinerie Tangermünde Fr. Meyers Sohn Holding
Die Zuckerraffinerie Tangermünde Fr. Meyers Sohn Holding GmbH mit Sitz in Hamburg ist ein deutsches Unternehmen für Nahrungs- und Genussmittel.

## Geschichte

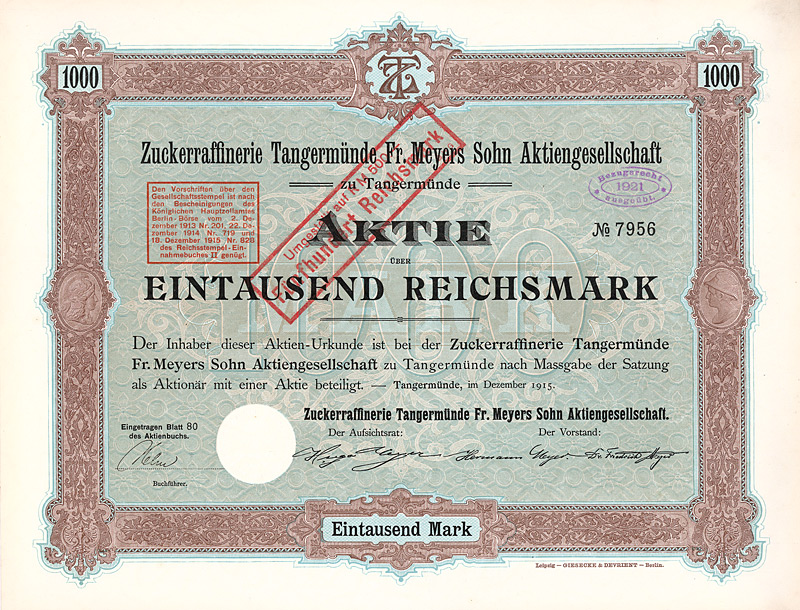
Aktie über 1000 Mark der Zuckerraffinerie Tangermünde vom Dezember 1915

Die Ursprünge der Zertus liegen in der 1826 durch Friedrich Theodor Meyer (1796–1884) in Tangermünde gegründeten Zuckerraffinerie Tangermünde. Im Laufe der Jahre entwickelte sich daraus die Zuckerraffinerie Tangermünde Fr. Meyers Sohn. Die Zuckerraffinerie Tangermünde war bis zum Ende des Zweiten Weltkrieges die größte Europas. 1946 wurde das Unternehmen von der Sowjetischen Besatzungsmacht enteignet und demontiert. Der Wiederaufbau erfolgte außerhalb des Zuckermarktes. Bis zu ihrem Verkauf im Jahr 2000 wurde die Zuckerraffinerie Tangermünde vor allem mit den Schokoladenmarken Feodora und Hachez in Verbindung gebracht, welche die ZRT seit 1910 bzw. 1953 herstellte.

## Beteiligungen und Tochtergesellschaften
- Importhaus Wilms/Impuls GmbH & Co KG, Walluf: Vermarkter und Distributor von Lebensmitteln[5]
- Kalfany Süße Werbung GmbH & Co. KG, Herbolzheim: Werbeartikel
- Pulmoll-Kalfany GmbH, Müllheim im Markgräflerland, Dosenbonbon-Hersteller, u. a. mit der Marke Pulmoll.
- Dextro Energy GmbH & Co KG, Krefeld: Dextrosehersteller (Im März 2005 durch Zertus vom britischen Konzern Unilever übernommen).
- Lir Chocolates Ltd., Navan: Pralinenproduzent in Irland
- Kinnerton Confectionery, britischer Schokoladenhersteller
- Humdinger, Hull: britischer Hersteller von Trockenfrucht- und Nuss-Snacks
- GAEA Products S.A. in Griechenland, Athen: Hersteller von Olivenölen und Olivensnacks
- Bio-Zentrale Naturprodukte GmbH, Wittibreut: Bio-Lebensmittelunternehmen
- LPP Lotao Pack- und Produktions GmbH, Produktion und Vermarktung von Bio-Produkten
- The Sun Valley Ltd., britischer Hersteller von Snacks
- VOGEL'S Süsse-Werbe-Ideen[6] Endingen: Werbemittel